# Đàn Đạo Tế
Đàn Đạo Tế (chữ Hán: 檀道济; ?-436) là tướng nhà Lưu Tống trong lịch sử Trung Quốc, người Kim Hương, Cao Bình (nay là Trấn Giang, Giang Tô, Trung Quốc).

## Công thần khai quốc
Đàn Đạo Tế mồ côi cha từ thuở nhỏ. Ông rất coi trọng lễ nghĩa với các anh, chị trong nhà nên thường được mọi người khen ngợi.
Cuối thời Đông Tấn, giặc giã nổi lên nhiều. Đạo Tế đi theo Lưu Dụ lập nghiệp. Nhờ dũng cảm lập công, ông được phong chức Tham quân thái úy.
Năm 416, Lưu Dụ dẫn quân đánh nước Hậu Tần phía bắc. Đàn Đạo Tế được cử đi tiên phong. Quân Tấn đánh mấy trận đều thắng, Đạo Tế tiến thẳng tới Lạc Dương, bắt được nhiều tù binh. Khi ấy có người cho rằng nên chém hết tù binh bắt được để thị uy, nhưng Đạo Tế không đồng tình, ông cho rằng:
Đi đánh kẻ có tội, vỗ về dân chúng, chính là lúc này.
Rồi ông ra lệnh thả hết tù binh về nhà. Do đó dân chúng trung nguyên rất cảm phục ông, số người đến quy phục ngày càng nhiều.
Lưu Dụ kéo đại quân đánh thắng tiêu diệt Hậu Tần. Đạo Tế cùng Lưu Dụ tiến vào kinh đô Hậu Tần là Tràng An.
Nhờ công lao chinh phục phương bắc, ông được phong làm Nội sử Lang Nha, sau đó lại được phong làm hộ quân tướng quân.
Năm 420, Lưu Dụ giành ngôi nhà Tấn, lập ra nhà Lưu Tống, Đàn Đạo Tế trở thành tướng nhà Tống.

## Đại chiến với Bắc Ngụy
Năm 422, Tống Vũ đế Lưu Dụ mới mất, con là Thiếu đế còn nhỏ lên thay. Ngụy Minh Nguyên phía bắc nhân thời cơ đó bèn phát động nam tiến, sai Hề Cân đánh chiếm Hoạt Đài, đánh Hổ Lao; sai Thúc Tôn Kiến mang quân từ Bình Nguyên qua sông Hoàng Hà đánh các quận Thái Sơn, Cao Bình, Kim Hương; phía đông quân Ngụy tiến vào Thanh châu, Đông Dương.
Tháng 1 năm 423, quân Ngụy hạ được thành Kim Dung, Lạc Dương và Lâm Tri. Các thành của Tống chỉ có Đông Dương và Hổ Lao còn cầm cự.
Đàn Đạo Tế được lệnh mang quân cứu ứng. Sau một hồi suy tính, ông thấy Đông Dương yếu hơn và gần hơn nên cứu trước. Quân Ngụy đúng lúc đó bị dịch bệnh nên thấy viện binh phải lui. Đàn Đạo Tế không được cấp nhiều lương nên phải dừng lại không truy kích quân Ngụy được.
Bấy giờ Hổ Lao ở xa vẫn bị vây. Đạo Tế đóng quân ở Hồ Lục không đủ lương, Lưu Túy ở Hạng Thành, Thẩm Thúc Ly ở Cao Kiều nhưng các cánh quân Tống không dám tới cứu vì sợ thế lớn của Bắc Ngụy. Do không được cứu nên tới tháng 4 năm 424, thành bị hạ.
Sau lần chiến tranh đó, Lưu Tống bị mất vùng đất từ Hồ Lục, Hạng Thành trở lên phía bắc.
Năm 430, vua Tống mới là Văn đế sai Đáo Ngạn Chi mang quân bắc phạt. Tháng 7 quân Tống tới Tu Xương. Quân Ngụy ở 4 thành Cao Ngao, Hoạt Đài, Hổ Lao và Kim Dung ít quân nên chủ động rút lui. Ngạn Chi thu 4 trấn rồi tiến đến bến Linh Xương và chia quân tiến sang Đồng Quan phía tây.
Quân Tống mắc sai lầm lớn là chỉ có 5 vạn mà dàn ngang 2000 dặm đông tây, nên lực lượng rất yếu ớt. Tháng 10 cùng năm, Bắc Ngụy phản công, lấy lại được Lạc Dương và Hổ Lao.
Tháng 11 năm 430, Tống Văn đế lại sai Đàn Đạo Tế đi tiếp ứng. Nhưng quân Đạo Tế chưa tới thì Ngạn Chi bị mất 2 thành đã hoảng sợ, hạ lệnh đốt thuyền, bỏ giáp nặng rút về Bành Thành.
Tháng 2 năm 431, Đàn Đạo Tế lên bắc cứu Hoạt Đài, giao tranh với quân Ngụy. Ông giao chiến với quân Ngụy 30 trận, đẩy lùi quân Ngụy đến Lịch Thành trong thế ít quân hơn. Hai bên giằng co nhau ở đó đều bị tổn thất nặng. Tướng Ngụy là Thúc Tôn Kiến dùng kế đánh úp đường vận lương của quân Tống khiến Đạo Tế bị thiếu lương. Ông buộc phải rút quân. Quân Ngụy truy kích bắt được cấp dưới của ông là Chu Tu Chi.
Một số người bị quân Ngụy bắt nói ra việc quân Tống đang thiếu lương khiến quân sĩ lo lắng. Đêm hôm rút quân, ông sai quân vãi lúa gạo ra mặt đất. Hôm sau quân Ngụy đuổi đến nơi thấy gạo vãi ra cho rằng quân Tống vẫn no đủ quân lương.
Tuy nhiên, lực lượng còn lại của Đàn Đạo Tế vẫn rất ít so với đại quân Ngụy do hao mòn trên chiến trường. Khi quân Ngụy truy đuổi, Đạo Tế bèn hạ lệnh cho quân sĩ cởi hết giáp trụ, mặc quần áo trắng ngồi trên xe ngựa đi chầm chậm rời khỏi dinh. Quân Ngụy sợ có mai phục nên không dám đuổi nữa mà rút về bắc.
Tuy Đàn Đạo Tế không khôi phục lại được vùng đất bắc sông Hoàng Hà nhưng bảo toàn được đạo quân rút lui nên danh tiếng của ông được cả hai nước nể phục. Quân Ngụy sợ tiếng ông, cho vẽ hình của ông để làm bùa xua đuổi ma quỷ.

## Bị hại
Khi trở về nước, Đàn Đạo Tế được phong làm Tư khấu, thứ sử Giang châu, trấn giữ Tầm Dương.
Do uy tín của Đạo Tế rất cao, các thủ hạ và con cháu ông lại có ảnh hưởng trong triều nên có người ghen ghét gièm pha ông rằng:
Biết đâu người này sẽ trở thành Tư Mã Trọng Đạt!.
Tống Văn đế ốm liệt giường khá lâu, nhiều lúc nguy kịch. Các tướng Lưu Trạm, Bành Thành Vương Lưu Nghĩa Khang sợ Đàn Đạo Tế sẽ khởi loạn khi vua mất, bèn triệu ông về kinh. Vợ ông là Hướng thị khuyên ông không nên về vì nhiều nguy hiểm, nhưng Đạo Tế vẫn về triều.
Đầu năm 436, Đàn Đạo Tế về tới kinh thành. Bệnh tình Tống Văn đế thêm nặng. Đại thần Nghị Khảng giả tờ chiếu triệu ông đến Tổ Đạo. Khi ông tới nơi thì mấy cha con đều bị bắt giữ và bị bãi hết quan chức. Khi biết mình bị mang ra chém, Đàn Đạo Tế vô cùng tức giận, mắt như đổ lửa, ông bỏ mũ ném xuống đất và nói:
Nếu Đạo Tế này chết thì bọn người ở Giang Nam này không còn lo sợ gì nữa chăng?
Rồi sau đó ông cùng các con bị chém. Những người tâm phúc của ông là Cao Tiến Chi và Tiết Dung cũng bị hại cùng ông. Ngày ông chết, ở kinh thành Kiến Khang có động đất, bay tỏa ra rất nhiều lông trắng. Người ta cho rằng điều đó ứng với câu đồng dao ở Kiến Khang trước đó ít lâu:
Thương thay phù cưu trắng
Giết oan Đàn Giang châu
Tới năm 451, vua Bắc Ngụy là Thái Vũ đế lại mang quân nam tiến, liên tiếp đánh bại quân Tống, tiến sát bờ sông Trường Giang. Kinh thành Kiến Khang hoảng loạn, bị đặt trong tình trạng khẩn cấp, động viên cả con em vương công chuẩn bị ra trận. Tống Văn đế hỏi xem ai có thể thay thế Đàn Đạo Tế ra chống giặc, Ân Cảnh Nhân thưa:
Đạo Tế nhiều lần lập đại công nên mới có được uy danh lớn như vậy, những người khác không thể đảm nhiệm được.
Vua Tống đứng trên đỉnh thành dõi nhìn ra xa, thấy cảnh quân Ngụy tiến đến bèn than rằng:
Nếu còn Đạo Tế thì sao có cảnh như ngày nay!
Tuy nhiên sau đó vua Bắc Ngụy chỉ cướp lấy dân mang về bắc mà không vượt Trường Giang nên nhà Lưu Tống vô sự.